# Loïc Dachary

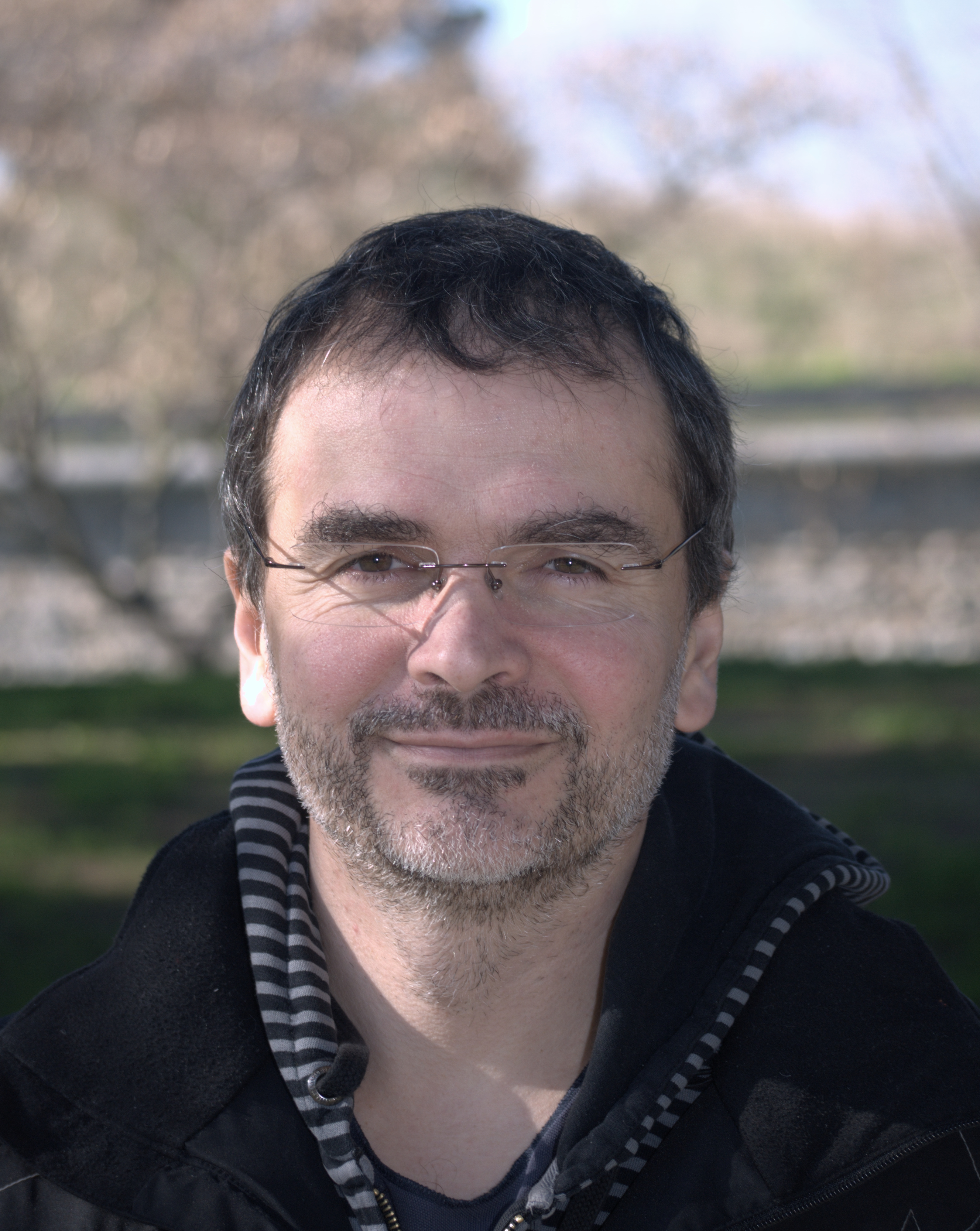
Loïc Dachary en las Jornadas de la Informática Libre en Toulon en 2011.

Loïc Dachary  (1965-) es un científico francés pionero del proyecto GNU y activa en el desarrollo del software libre desde 1987.
Desarrolló el primer motor de búsqueda francés, es cofundador de la FSF Europa y la FSF Francia, y es una consecuencia directa partidario de la libertad y la cooperación a la comunidad de Software Libre.